# Embrikstrandia vivesi
Embrikstrandia vivesi är en skalbaggsart som beskrevs av Bentanachs 2005. Embrikstrandia vivesi ingår i släktet Embrikstrandia och familjen långhorningar.
Artens utbredningsområde är Laos. Inga underarter finns listade i Catalogue of Life.